# John Momis
John Momis, född 1942 var guvernör i Bougainville 9 december 1999-20 april 2005. Han var ordinerad till katolsk präst 1970, och medlem av Papua Nya Guineas parliament sedan 1972, han har arbetat för att Bougainville skulle få större autonomi. 2010 blev han Bougainvilles president.
Momis måste dra sig tillbaka i valet 2020, efter folkomröstningen 2019.